# Córdoba Durchmusterung
Córdoba Durchmusterung (CD eller CoD) er et katalog over stjerner på den sydlige himmelhalvkugle, som blev udviklet som supplement til Bonner Durchmusterung, der i perioden 1846 - 1863 blev produceret for den nordlige himmel af astronomer på observatoriet i Bonn.
I tiden mellem 1892 og 1932 målte astronomer på observatoriet i Córdoba (Argentina) positioner og lysstyrker af omkring 613.959 stjerner med deklination mellem -22° og -90°. Stjerner ned til størrelsesklasse 10 blev medtaget. Man anvendte en refraktor fremstillet af Alvan Clark & Sons, den førende producent af linsekikkerter. Instrumentets linsediameter var 12,5 cm og brændvidden 168 cm.
Kataloget omfatter fem bind: De fire første blev udgivet af John Macon Thomé mellem 1892 og 1914 som Resultados del Observatorio Nacional Argentino. Det femte blev publiceret af Charles Dillon Perrine i 1932. Kataloget er tilgængeligt på internettet.
En illustration, der viser den del af himlen syd for deklination -22°, som blev kortlagt med CD-kataloget, kan ses på den tyske side. om emnet. (Farvekoden angiver tætheden af stjerner: Ingen:sort. Voksende tæthed: Violet, blå, grøn, gul, orange, rød).